# Danio
A Danio  a csontos halak (Osteichthyes) főosztályának sugarasúszójú halak (Actinopterygii)  osztályába, a pontyalakúak (Cypriniformes) rendjébe, a pontyfélék (Cyprinidae) családjába, és a Danioninae alcsaládjába tartozó nem.
Kis méretű, Délkelet-Ázsia édesvizeiben élő fajok tartoznak ide.

## Rendszerezés
A nemhez az alábbi 14 faj tartozik.
- Színjátszó dánió (Danio albolineatus) vagy (Brachydanio albolineatus)
- Színpompás dánió (Danio choprai)
- Danio dangila
- Danio feegradei
- Danio jayarami
- Kék dánió (Danio kerri)
- Vörösúszójú dánió (Danio kyathit)
- Gyöngy dánió vagy "Galaxy razbóra" (Danio margaritatus)
- Danio meghalayensis
- Pettyesúszójú dánió (Danio nigrofasciatus)
- Zebradánió (Danio rerio) vagy (Brachydanio rerio)
- Danio roseus
- Danio tinwini
- Danio aesculapii

További öt besorolatlan, kódnevekkel ellátott faj:
- Danio sp. blue red stripe
- Danio sp. hikari yellow & hikari blue
- Danio sp. red fin
- Danio sp. TW01
- Danio sp. KP01

A dániófajok rendszertani besorolása a szép számú újonnan felfedezett faj miatt még mindig nem teljes, így a felsoroltakon kívül a szakirodalom néhány egyéb dániófajt is megemlíthet.